# Сарцини
Сарцини (від лат. Sarcina - група легіонерів римської армії) — група бактерій сферичної форми (коки), які створюють комплекси (пакети), що складаються з восьми і більш клітин. Така форма виникає в результаті ділення клітин в трьох взаємно-перпендикулярних площинах.
Раніше виділяли рід Sarcinae, але його представники були рекласифіковані між іншими родами родини Peptococcaceae, термін Sarcinae більше не використовується.
Деякі види сарцин умовно-патогенні для людини.